# Nicolae Gavrilescu
Nicolae Gavrilescu (* 7. Januar 1927 in Mătăsaru, Kreis Dâmbovița) ist ein ehemaliger rumänischer Politiker der Rumänischen Kommunistischen Partei PCR (Partidul Comunist Român) und Diplomat, der unter anderem von 1972 bis 1978 Botschafter in der Volksrepublik China sowie zugleich von 1977 bis 1978 Botschafter in Birma war. Im Kabinett Dăscălescu I bekleidete er von 1982 bis 1984 das Amt als Minister für Tourismus und Sport (Ministrul turismului și sportului) und war schließlich von 1985 bis 1987 noch Botschafter in den USA.

## Leben
Nicolae Gavrilescu absolvierte eine Berufsausbildung zum Elektroinstallateur in der Werkstatt der Staatlichen Eisenbahngesellschaft CFR (Căile Ferate Române) in Timișoara und besuchte zugleich vier Jahre lang die Berufsschule der CFR. Nach Abschluss der Ausbildung 1941 arbeitete er als Elektriker bei der CFR und wurde 1944 Mitglied der Jugendorganisation (Tineretului Progresist) sowie im März 1946 Mitglied der damaligen Kommunistischen Partei Rumäniens PCdR (Partidul Comunist din Romania). Er wurde im Dezember 1946 Aktivist für Jugendarbeit des Parteikomitees der linksorientierten Front der Pflüger (Frontul Plugarilor) im Kreis Timiș-Torontal und besuchte im August 1947 einen Pädagogik-Lehrgang in Bukarest, woraufhin er von 1947 bis 1948 als Pädagoge in den Berufsschulen der CFR in Timișoara und Păltiniș unterrichtete. Danach wurde er Volontär, Reporter und schließlich im April 1949 Redakteur der Tageszeitung Luptătorul bănățean, dem Organ des Komitees der nunmehrigen Rumänischen Arbeiterpartei PMR (Partidul Muncitoresc Român) im Kreis Timiș. Nachdem er von Juli bis August 1949 einen Lehrgang für Journalisten in der Propaganda- und Agitationsabteilung des Zentralkomitees (ZK) der PMR absolviert hatte, war er zunächst kurzzeitig Verantwortlicher für Sport im Komitee der kommunistischen Jugendorganisation UTM (Uniunea Tineretului Muncitor) im Kreis Timiș. Anschließend wechselte er in die zentrale Parteiverwaltung und war innerhalb der ZK-Abteilung für Propaganda und Agitation zuerst von Oktober 1949 bis 1952 Instrukteur in der Sektion Presse, daraufhin von 1952 bis 1954 Leiter der Sektion Presse und im Anschluss von 1954 bis 1955 Leiter der Sektion Radio, ehe er von 1955 bis Juni 1956 als Leiter der Sektion Zentrale Kaderpresse dieser ZK-Abteilung fungierte. Im Anschluss wurde er im Juni 1956 Regionalinstrukteur des ZK der PMR für die Region Cluj.
Gavrilescu absolvierte Lehrgänge an der Parteihochschule „Ștefan Gheorghiu“ und begann im August 1958 ein Studium an der Parteihochschule der KPdSU „Wladimir Iljitsch Lenin“ in Moskau. Er absolvierte zudem ein Studium an einer Fakultät für Wirtschaft und Industrie und war zeitweilig Instrukteur in der ZK-Abteilung für Propaganda und Kultur. Er fungierte vom Februar bis zum 10. Dezember 1968 als Erster Sekretär des Parteikomitees der nunmehrigen Rumänischen Kommunistischen Partei PCR (Partidul Comunist Român) im Kreis Sibiu und war zudem von Februar 1968 bis zum 8. Januar 1969 Mitglied des Exekutivkomitees des provisorischen Volksrates in diesem Kreis. Er wurde auf dem Zehnten Parteitag der PCR (6. bis 12. August 1969) zunächst Kandidat des ZK und behielt diese Funktion nach seiner Bestätigung auf dem Elften Parteitag der PCR (24. bis 27. November 1974) bis zum Zwölften Parteitag der PCR (19. bis 23. November 1979). 1971 war er Mitglied des Nationalrates der Staatlichen Rundfunk- und Fernsehanstalt Radioteleviziunea Română sowie Sekretär des Zentralrates des Allgemeinen Gewerkschaftsbundes UGSR (Uniunea Generală a Sindicatelor din România).
Als Nachfolger von Aurel Duma übernahm Nicolae Gavrilescu am 4. Januar 1972 den Posten als außerordentlicher und bevollmächtigter Botschafter in der Volksrepublik China und verblieb in dieser Funktion als Botschafter in Peking bis zum 6. Juli 1978, woraufhin Florea Dumitrescu ihn ablöste. Zugleich war er vom 27. Januar 1977 bis am 7. Mai 1978 als Botschafter in Birma akkreditiert. Nach seiner Rückkehr wurde er am 10. Juli 1978 Erster Sekretär des Parteikomitees im Kreis Gorj sowie in Personalunion auch Präsident des Exekutivkomitees des Volksrates in diesem Kreis. Auf dem Zwölften Parteitag der PCR (19. bis 23. November 1979) wurde zum Mitglied des ZK gewählt und gehörte diesem Parteigremium bis zum Dreizehnten Parteitag der PCR (19. bis 22. November 1984) an. Er war von 1980 bis 1985 als Vertreter des Wahlkreises Nr. 4 Novaci im Kreis Gorj Mitglied der Großen Nationalversammlung (Marea Adunare Națională) und während seiner Parlamentszugehörigkeit Mitglied des Ausschusses für Außenpolitik und internationale wirtschaftliche Zusammenarbeit. Nachdem er vom 7. Januar bis am 10. September 1982 Vizepräsident des Exekutivkomitees des Volksrates im Kreis Galați gewesen war, bekleidete er vom 10. September 1982 bis am 26. Oktober 1984 im Kabinett Dăscălescu I das Amt als Minister für Tourismus und Sport (Ministrul turismului și sportului). Im Februar 1985 wurde er Direktor des Nationalen Tourismusbüros „Carpați“ (Oficiul Național de Turism „Carpați“). Zuletzt wurde er als Nachfolger von Mircea Malița am 18. April 1985 Botschafter in den USA und bekleidete das Amt des Botschafters in Washington, D.C. bis zum 8. September 1987.

### Ehrungen und Auszeichnungen
Für seine langjährigen Verdienste wurde Gavrilescu mehrfach ausgezeichnet und erhielt unter anderem 1957 den Orden der Arbeit Dritter Klasse (Ordinul Muncii), 1965 den Orden der Arbeit Zweiter Klasse, 1967 den Stern der Sozialistischen Republik Rumänien Vierter Klasse (Ordinul Steaua Republicii Socialiste România) sowie 1971 den Orden Tudor Vladimirescu Dritter Klasse (Ordinul Tudor Vladimirescu).